# Humbert de Genève
Humbert de Genève, né avant 1174 et mort avant 1225, est comte de Genève de 1195 à 1220, à la suite de son père Guillaume Ier de Genève.

## Biographie

### Origines

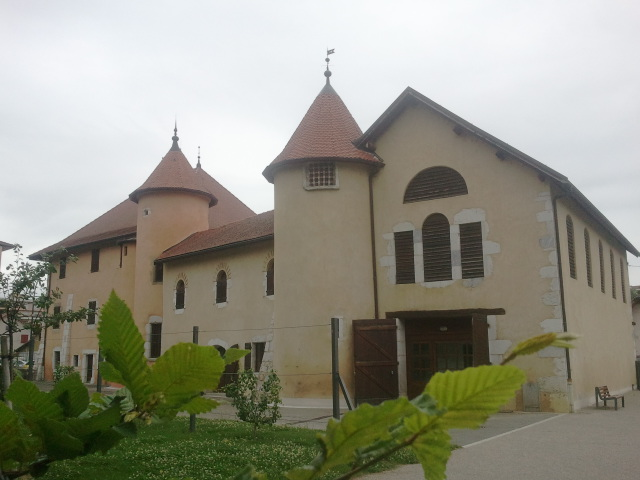
Le château de Novel, résidence des comtes de Genève dans la ville d'Annecy jusqu'en 1219.

Humbert (Humbertus) serait né dans la seconde partie du XIIe siècle. L'historien Pierre Duparc (1978) indique qu'il serait né avant 1174. Le site de généalogie Foundation for Medieval Genealogy (FMG) donne pour période [1150/60?].
Humbert serait le fils aîné du comte de Genève, Guillaume Ier et très probablement de sa première épouse, Agnès, fille du comte Amédée III de Maurienne et sœur du futur comte Humbert III de Maurienne,,.
Son père meurt le 25 juillet 1195, au château de Novel à Annecy,.

### Règne
Humbert — Dominus Humbertus comes — devient comte vers la fin de l'année 1195. Sans certitude de la date, les historiens utilisent les chartes où sont mentionnés son père puis lui en tant que comte. Celle marquant une convention entre l'évêque de Lausanne et le comte de Gruyère a permis de calculer approximativement la date de décès de son père et d'en déduire l'accession d'Humbert quelque temps après,. Son frère, Guillaume, semble recevoir également une part de la succession, notamment la protection du prieuré de Chamonix.
Fils d'une princesse de Savoie, sa politique tend à se rapprocher de celle de la maison de Savoie, voisine, ainsi que du parti de l'Empereur, contrairement à ce que fera par la suite son frère.

### Fin de règne et succession
Si la date de sa mort n'est pas précisément connue, un acte de 1220 le mentionne comme en vie. Il cite également son demi-frère, Guillaume, comme comte (frater ejus, comes similiter). Un acte du 10 mai 1225 permet de savoir que le comte Humbert est mort,,,.
Son demi-frère hérite du titre de comte alors qu'Humbert a deux fils et que ceux-ci n'ont pas renoncé à leurs droits,. Évincés, on les retrouve à la cour du roi Henri III dont la femme Éléonore de Provence est une parente. Ebal, l'aîné, « de dépit finit par léguer ses droits », dans son testament du 12 mai 1259, à son cousin, le seigneur Pierre de Savoie,,. Dans son acte, Ebal écrit vouloir donner « tous les droits et actions réelles ou personnelles, tacites ou expresses, à titre héréditaire ou autrement, qu'il peut ou doit avoir sur le comté de Genevois. En outre il le constitue son héritier pour lesdits droits, afin qu'il puisse en user et les défendre comme étant sa chose propre. »,, En 1260, dans le conflit opposant Pierre de Savoie au comte de Genève, Rodolphe, le premier fera valoir ses droits en réclamant la part de son cousin.

## Famille

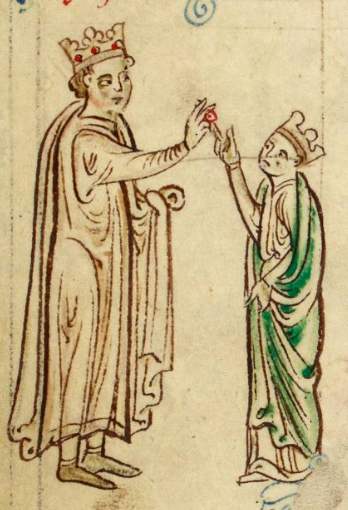
Mariage du roi d’Angleterre, Henri de Plantagenet et d'Éléonore de Provence. Historia Anglorum de Matthieu Paris, British Library, Royal 14 C VII (v.1250).

Le comte Humbert a trois enfants, deux fils - Pierre (en) et Ebal - ainsi qu'une fille, Alix/Alisia.
- Pierre (en) († v. septembre 1249)[REG 8], ∞ Maud (Matilda) de Lacy, la fille du seigneur anglais Walther de Lacy[6],[REG 9]. Sa femme reçoit une partie de son héritage, à la suite d'une décision du roi d'Angleterre, Henri III[REG 9]. On trouve d'ailleurs mentionné Pierre dans l'entourage du roi[REG 10], qui reçoit quelques subsides royaux (1245[REG 11]). Il est notamment connétable de Windsor (1248-1249)[7].
- Ebal, possessionné en Irlande[6],[REG 12],[REG 13], ∞ .
- Alix, ∞ Rodolphe de Grésier, « fils de Rodolphe de Faucigny et chef de la famille des Faucigny-Lucinge »[6],[REG 14].